# Tweede Divisie
Die Tweede Divisie (deutsch: Zweite Liga) ist eine niederländische Fußballliga. Sie wurde mit der Einführung des Profifußballs in den Niederlanden 1956 zusammen mit der Eredivisie und der Eerste Divisie geschaffen und war die unterste der drei Profiligen. Als zweigleisige Spielklasse gegründet, wurde sie 1960–62 und ab 1966 landesweit in einer Staffel ausgetragen. 1971 wurde sie mangels Rentabilität aufgelöst. Tatsächlich waren die meisten Vereine der Tweede Divisie lediglich Halbprofiklubs; damit hatte sie eine Scharnierfunktion zwischen bezahltem und Amateurfußball inne. In dieser Funktion folgte ihr rund 30 Jahre später die 2010 eingeführte zweigleisige Topklasse.
2016 wurde die Tweede Divisie erneut errichtet und fungiert heute als höchste Amateurliga, die den Übergang zwischen Amateur- und Profifußballsport erleichtern soll. Sie rangiert seitdem als dritte Liga über der in Derde Divisie umbenannten Topklasse und der zur dritten Amateurliga heruntergestuften Hoofdklasse.

## Modus

### Allgemein
Die Trennung zwischen Samstags- und Sonntagsvereine verschwand mit der Wiedereinführung der Tweede Divisie im Jahre 2016. Größter Diskussionspunkt war immer die Anpfiffszeitenregelung. Festgelegt ist, dass Samstagsvereine immer am Samstag ihre Spiele absolvieren können. Sonst entscheidet der Heimklub am welchen Tag angestoßen wird. In der Realität finden bei weitem die meisten Spiele am Samstag statt.
Obwohl es die Möglichkeit gibt in die Eerste Divisie aufzusteigen, wird (wegen harten Lizenzierungsverfahrens) kaum von dieser Regelung Gebrauch gemacht.

### Ab 2016
In der eingleisigen Tweede Divisie spielen achtzehn Klubs jeweils zweimal gegeneinander. Davon sind zwei Profizweitmannschaften. Gegebenenfalls kann der Meister in die Eerste Divisie aufsteigen. Der Titel „Amateurmeister“ gibt es seit der Neuerrichtung der Meisterschaft nicht mehr.
Die Vereinbarung, die weder den Aufstieg in noch den Abstieg aus der Eerste Divisie vorsah, wurde 2022 um weitere fünf bis zehn Jahre verlängert. Die Vereinbarung gilt nicht für Reservemannschaften.

#### Saison 2023/24
Neu in die Tweede Divisie kamen
- ACV Assen als Meister der Derde Divisie Samstag
- ADO ’20 Heemskerk als Meister der Derde Divisie Sonntag
- GVVV als Sieger der Play-offs

## Meister der Tweede Divisie
| Seizoen | Meister (Staffel A)       | Meister (Staffel B)                               |
| --- | ------------------------- | ------------------------------------------------- |
| 1956/57 | VV Leeuwarden             | RBC Roosendaal                                    |
| 1957/58 | Zaanlandsche FC (Zaandam) | Heracles Almelo                                   |
| 1958/59 | HVV ’t Gooi (Hilversum)   | Deventer VV Go Ahead                              |
| 1959/60 | HFC EDO                   | Be Quick 1887 (Groningen)                         |
| 1960/61 | HFC Haarlem               | In dieser Saison wurde in einer Staffel gespielt. |
| 1961/62 | Velox Utrecht             | In dieser Saison wurde in einer Staffel gespielt. |
| 1962/63 1 | VSV Velsen                | HFC Haarlem                                       |
| 1963/64 1 | Alkmaar '54               | NEC Nijmegen                                      |
| 1964/65 1 | SC Cambuur                | Dordrechtsche FC (Dordrecht)                      |
| 1965/66 | Vitesse Arnheim           | FC Den Bosch                                      |
| 1966/67 | HFC Haarlem               | In dieser Saison wurde in einer Staffel gespielt. |
| 1967/68 | WVV Wageningen            | In dieser Saison wurde in einer Staffel gespielt. |
| 1968/69 | BV De Graafschap          | In dieser Saison wurde in einer Staffel gespielt. |
| 1969/70 | SC Heerenveen             | In dieser Saison wurde in einer Staffel gespielt. |
| 1970/71 | AVV De Volewijckers       | In dieser Saison wurde in einer Staffel gespielt. |
| Zwischen 1971 und 2016 wurde die Tweede Divisie nicht ausgetragen. Die höchste Amateurliga war 1971–1974 die Eerste Klasse und seit 1974 die Hoofdklasse. |                           |                                                   |
| 2016/17 | Jong AZ                   | In dieser Saison wurde in einer Staffel gespielt. |
| 2017/18 | VV Katwijk                | In dieser Saison wurde in einer Staffel gespielt. |
| 2018/19 | AFC Amsterdam             | In dieser Saison wurde in einer Staffel gespielt. |
| 2019/20 | kein Meister              | In dieser Saison wurde in einer Staffel gespielt. |
| 2020/21 | kein Meister              | In dieser Saison wurde in einer Staffel gespielt. |
| 2021/22 | VV Katwijk                | In dieser Saison wurde in einer Staffel gespielt. |
| 2022/23 | VV Katwijk                | In dieser Saison wurde in einer Staffel gespielt. |
| 2023/24 | SV Spakenburg             | In dieser Saison wurde in einer Staffel gespielt. |
| 2024/25 | K.v.v. Quick Boys         | In dieser Saison wurde in einer Staffel gespielt. |